# Inside In/Inside Out
Inside In/Inside Out es el álbum debut de la banda Inglesa de Indie rock The Kooks, lanzado el 23 de enero de 2006 por Virgin Records. Contiene los sencillos, "Eddie's Gun", "Sofa Song", "You Don't Love Me", "Naive", "She Moves in Her Own Way" y "Ooh La". El álbum fue producido por Tony Hoffer de la discográfica Virgin Records. Alcanzó el puesto #2 en los charts británicos y ha vendido más de 2.000.000 copias en todo el mundo desde el lanzamiento, incluyendo algo más de 55.000 copias en los EE. UU.

## Lista de canciones
| N.º | Título                     | Duración |  |
| 1.  | «Seaside»                  | 1:39     |  |
| 2.  | «See the World»            | 2:38     |  |
| 3.  | «Sofa Song»                | 2:13     |  |
| 4.  | «Eddie's Gun»              | 2:13     |  |
| 5.  | «Ooh La»                   | 3:28     |  |
| 6.  | «You Don't Love Me»        | 2:35     |  |
| 7.  | «She moves in her own way» | 2:49     |  |
| 8.  | «Matchbox»                 | 2:09     |  |
| 9.  | «Naive»                    | 3:23     |  |
| 10. | «I Want You»               | 3:26     |  |
| 11. | «If Only»                  | 2:01     |  |
| 12. | «Jackie Big Tits»          | 2:32     |  |
| 13. | «Time Awaits»              | 5:08     |  |
| 14. | «Got No Love»              | 3:37     |  |

### Versión estadounidense
| N.º | Título                  | Duración |  |
| 15. | «Do You Love Me Still?» | 3:15     |  |

## Listas
| Listas (2006)                       | Mejor posición |
| ----------------------------------- | -------------- |
| Belgian Albums Chart                | 4              |
| Dutch Albums Chart                  | 25             |
| European Albums Chart               | 10             |
| French Albums Chart                 | 107            |
| German Albums Chart                 | 75             |
| Italian Albums Chart                | 28             |
| Irish Albums Chart                  | 3              |
| New Zealand Albums Chart            | 24             |
| Swiss Albums Chart                  | 83             |
| UK Albums Chart                     | 2              |
| U.S. Billboard 200                  | 165            |
| U.S. Billboard Comprehensive Albums | 191            |
| U.S. Top Digital Albums             | 13             |
| U.S. Top Heatseekers                | 3              |

- Datos: Q1471470